# Iwan Wenedikow
Iwan Jordanow Wenedikow (bułg. Иван Йорданов Венедиков, ur. 10 stycznia 1916 w Sofii, zm. 10 sierpnia 1997 tamże) – bułgarski archeolog, historyk, trakolog i filolog, który badał tracką i średniowieczną historię, archeologię, sztukę i kulturę oraz bułgarskie dziedzictwo kulturowe i artystyczne.
Iwan Wenedikow urodził się w Sofii 10 stycznia 1916 roku. W latach 1934–1939 studiował psychologię klasyczną na Uniwersytecie Sofijskim. Wśród jego wykładowców byli Aleksandar Bałabanow, Dimityr Deczew, Gawrił Kacarow, Weselin Beszewliew, Bogdan Fiłow, Petar Mutafczijew. Jego pierwszą pracą była Fonetyka łacińskich inskrypcji z ziem bułgarskich, opublikowana w 1942 roku. W latach 1941–1944 pracował w muzeum w Skopje i przeprowadzał swoje pierwsze wykopaliska, odkrywając wielkie antyczne i średniowieczne miasto Bargala oraz średniowieczne Kozyak. Wenedikow pracował w Dziale Starożytności Narodowego Muzeum Archeologicznego w latach 1945–1973, a następnie w Dziale Archeologii Antycznej Narodowego Muzeum Historycznego. W 1981 roku został profesorem. Wykładał także historię tracką na Uniwersytecie Sofijskim.
Wenedikow miał w dorobku ponad 150 publikacji dotyczących historii, kultury, sztuki i języka Traków, opartych na licznych przebadanych stanowiskach i zabytkach archeologicznych (zob. skarb panagiurski). Dokonał periodyzacji sztuki trackiej; badał i rekonstruował wygląd trackich rydwanów. W 1972 roku zorganizował wystawę sztuki trackiej, która obejmowała najcenniejsze obiekty z całej Bułgarii i podróżowała po wielu miastach na świecie. Badał również stare bułgarskie inskrypcje i doszedł do wniosku, że język Bułgarów był wciąż używany na początku IX wieku. Wenedikow udowodnił też, że Presław, który w 893 roku stał się stolicą Cesarstwa Bułgarskiego, istniał już jako znacząca osada na początku IX wieku. W 1979 roku opracował monografię na temat organizacji wojskowej i administracyjnej Cesarstwa Bułgarskiego oraz przeprowadził badania nad wieloma tytułami i urzędami bułgarskich władców i szlachty.

## Wybrane publikacje
- (jęz. bułgarski) Земите по средния Вардар. Принос към античната география на Македония. Скопие, 1943.
- (jęz. bułgarski) Тракийската колесница. София, 1960.
- (jęz. bułgarski) Тайната на тракийските могили. София, 1968.
- (jęz. bułgarski) Тракийското изкуство. С Тодор Герасимов. София, 1973.
- (jęz. bułgarski) Съкровището от Летница. София, 1974.
- (jęz. bułgarski) Медното гумно на прабългарите. София, 1983.
- (jęz. bułgarski) Златният стожер на прабългарите. София, 1987.
- (jęz. bułgarski)} Панагюрското златно съкровище. София, 1987.
- (jęz. bułgarski) Раждането на боговете. София, 1992.
- (jęz. bułgarski) Познайте ги по делата им. Българската интелигенция в моите спомени. I. София, 1993.
- (jęz. bułgarski) Прабългарите и християнството. Стара Загора, 1995.
- (jęz. bułgarski) Тракийското съкровище от Летница. София, 1996.